# کشتی راهنما (فیلم ۱۹۶۳)
کشتی راهنما (آلمانی: Das Feuerschiff) یک فیلم دلهره‌آور آلمانی به کارگردانی لادیسلائو وایدا است که در سال ۱۹۶۳ منتشر شد.

## گزیدهٔ بازیگران
- جیمز رابرتسن جاستیس
- دیتر بورشه
- پینکاس براون
- میشائیل هینتس
- ورنر پترز
- زیگهارت روپ
- ولفگانگ فلتس
- شاویه کوگات
- آلدو فابریتسی
- ابی لین